# Најт (острво)
Најт (енгл. Knight Island) је острво САД које припада савезној држави Аљасци. Површина острва износи 260 ². Према попису из 2000. на острву је живело 0 становника.